# Carlo Forlanini

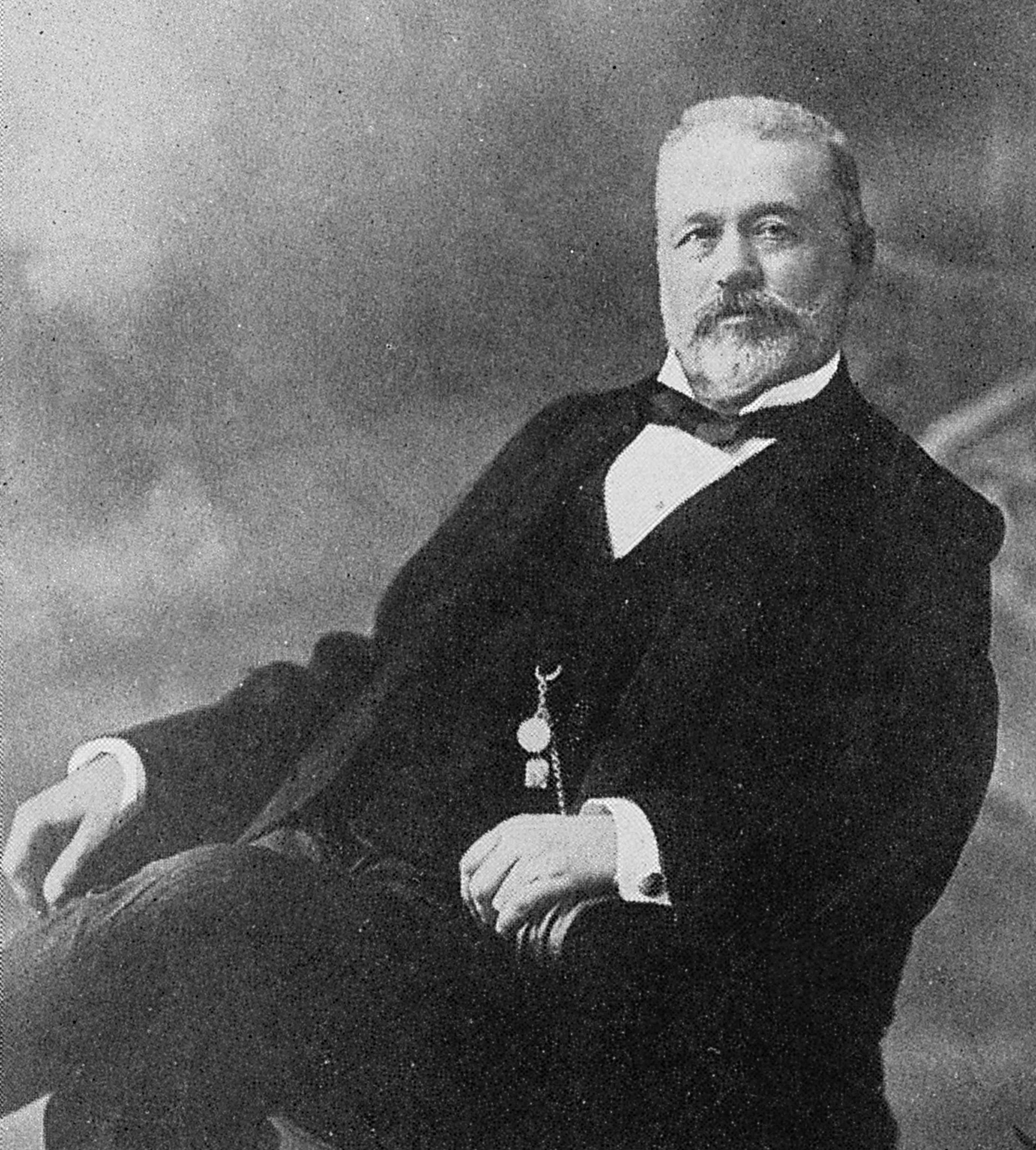

Carlo Forlanini, född 11 juni 1847, död 26 maj 1918, var en italiensk läkare.
Carlo Forlanini var äldst i en syskonskara av fyra bröder och en syster. Han började studera medicin i Pavia men gjorde uppehåll för att med Garibaldi kämpa för Italiens enande. Han blev medicine doktor 1870. Efter lång tjänstgöring på olika klinker i Pavia, Milano och Turin blev han 1900 professor i inre medicin och chef för medicinkliniken i Pavia. Han är mest känd för den av honom utarbetade metoden att med hjälp av utfyllnad av kvävgas, luft eller syrgas i lungsäcken åstadkomma en sammantryckning av den sjuka lungan. Tillsammans med en yngre broder konstruerade han en apparat för påfyllning av gas. Forlaninibehandlig, även kallad pneumothoraxbehandling, utgjorde länge den vanligaste typen av kollapsterapi vid behandling av lungtuberkulos. Av svenska patienter kallades metoden för "gasning".